# Починки (сельское поселение Победа)
Починки  — деревня в Ржевском районе Тверской области. Входит в состав сельского поселения «Победа».

## География
Находится в южной части Тверской области на расстоянии приблизительно 7 км по прямой на северо-запад от города Ржев.

## История
Деревня была отмечена еще на карте 1825 года. В 1859 году здесь (деревня Ржевского уезда Тверской губернии) было учтено 8 дворов, в 1939—33.

## Население
Численность населения: 83 человека (1859 год), 28 (русские 96 %) в 2002 году, 23 в 2010.